# Michael Maze
Michael Maze (Faxe, 1. rujna 1981.) profesionalni je danski stolnotenisač.
Najbolji plasman na svjetskoj ljestvici mu je bilo 8. mjesto (siječanj 2010.). 
Pored danskog, govori još i engleski, njemački i švedski jezik.

## Oprema
Maze trenutno koristi Butterfly Timo Boll Spirit Blade s Butterfly Tenergyjem 05 na forhendu i Butterfly Bryce Speedom na bekhendu. Mijenja gumu na reketu svakih 10-15 dana.

## Vanjske poveznice
- Podaci o Michaelu Mazeu  Arhivirana inačica izvorne stranice od 3. ožujka 2016. (Wayback Machine)